# Drosophila rhopaloa (artundergrupp)
Drosophila rhopaloa är en artundergrupp med daggflugor som omfattar fem arter. Artundergruppen ingår i släktet Drosophila, undersläktet Sophophora och artgruppen Drosophila melanogaster.
Artundergruppen Drosophila rhopaloa är närmast besläktad med artundegruppen Drosophila elegans.

## Lista över arter i artundergruppen
- Drosophila fuyamai
- Drosophila kurseongensis
- Drosophila palmata
- Drosophila prolongata
- Drosophila rhopaloa